# Oktjabrski (Perm, Oktjabrski)
Oktjabrski (russisch Октя́брьский) ist eine Siedlung städtischen Typs in der Region Perm in Russland mit 9845 Einwohnern (Stand 14. Oktober 2010).

## Geographie
Der Ort liegt etwa 175 km Luftlinie südsüdöstlich des Regionsverwaltungszentrums Perm im westlichen Vorland des Ural unweit der Grenze zur Oblast Swerdlowsk. Er befindet sich am Flüsschen Tschad, einem linken Zufluss des Sars im Einzugsgebiet der Ufa.
Oktjabrski ist Verwaltungszentrum des Rajons Oktjabrski sowie Sitz der Stadtgemeinde Oktjabrskoje gorodskoje posselenije, zu der außerdem die Dörfer Bolschoi Sars (7 km südwestlich), Maly Sars (10 km südsüdwestlich), Mawlekajewo (14 km südlich), Sneschnoje (südwestlich anschließend), Sorokino (12 km südlich) und Tschad (2 km nordöstlich) sowie die Siedlung Nenastje (6 km östlich) gehören.

## Geschichte
Der Ort wurde 1887 gegründet und wuchs beschleunigt mit dem Baubeginn der Eisenbahnstrecke Kasan – Jekaterinburg in den 1910er-Jahren. Zunächst trug der Ort wie auch die spätere Bahnstation nach dem Fluss den Namen Tschad.
Am 10. Juni 1931 wurde Tschad Verwaltungssitz des neu geschaffenen Rajons Schtschutschje-Osjorski. Am 19. Dezember 1957 erhielt der Ort den Status einer Siedlung städtischen Typs und seinen heutigen Namen (von russisch oktjabr für „Oktober“, hier mit Bezug zur Oktoberrevolution). Am 15. Juni 1960 wurde auch der Rajon in Oktjabrski umbenannt.

### Bevölkerungsentwicklung
| Jahr | Einwohner |
| ---- | --------- |
| 1939 | 1.917     |
| 1959 | 10.032    |
| 1970 | 7.866     |
| 1979 | 8.195     |
| 1989 | 8.961     |
| 2002 | 10.039    |
| 2010 | 9.845     |

Anmerkung: Volkszählungsdaten

## Verkehr
In Oktjabrski befindet sich die Station Tschad bei Kilometer 1385 der 1924 durchgehend eröffneten und auf diesem Abschnitt seit 1982 elektrifizierten Bahnstrecke Moskau – Kasan – Jekaterinburg.
Die Siedlung ist Endpunkt der Regionalstraße 57K-0004, die knapp 90 km nördlich, südlich der Stadt Kungur von der föderalen Fernstraße R243 Kostroma – Atschit abzweigt. Bis 2025 soll auch Oktjabrski an die noch zu bauende Fernstraße M12 Wostok angeschlossen werden.